# R-360
R-360 è un tipo di mobile arcade creato dalla SEGA, distribuito in Giappone alla fine del 1990 e l'anno successivo nel resto del mondo.
Si tratta di un grande cabinato avente forma sferica al cui interno si trovano un sedile con alcuni comandi ed un monitor. Vicino a tale sfera, collegato ad essa con una pedana, si trova una colonnina con un pannello di controllo.
La particolarità di tale videogioco arcade, ancora oggi unico nel suo genere, consiste nel permettere al giocatore di compiere al suo interno rapide rotazioni di 360°. Per semplificare si pensi ad una persona seduta all'interno di una palla che viene fatta rotolare in tutte le direzioni.
Le versioni commercializzate avevano installato al loro interno il videogioco G-LOC: Air Battle, prodotto dalla SEGA nel 1990 e opportunamente modificato per l'occasione. La durata massima della partita era di 3 minuti, indipendentemente dall'abilità del giocatore.
Un altro titolo disponibile per questo tipo di cabinato è Wing War, del 1994.